# Histoire des oracles
 (mai 2024).
Histoire des oracles est un essai écrit par Fontenelle publié en 1686 dans lequel celui-ci dénonce la superstition en discréditant les oracles, les miracles et en semant le doute sur le surnaturel.

## Chronologie
En 1683, un médecin hollandais du nom d’Antonius van  Dale, avait publié deux longues et compactes dissertations latines sur les oracles. La pensée étant venue à Fontenelle, à la lecture de l’ouvrage, de faire profiter le lectorat francophone d’une œuvre si utile, il supprima, abrégea, arrangea les deux dissertations pleines d’érudition et de science, mais fort prolixes et confuses, de façon à ôter à l’original latin ce qu’il avait de rebutant.
Relevée de réflexions piquantes et de fine ironie, l’œuvre, d’ennuyeuse et d’illisible qu’elle était, devint intéressante, mais aussi et du même coup dangereuse et des plus hardies car elle vise tout à la fois, non seulement les anciens païens, qui attribuaient les oracles à leurs « faux » dieux (du point de vue chrétien), mais également les chrétiens de tous les siècles, qui les ont attribués aux démons.
Fontenelle attaquait surtout le préjugé que l’opinion commune au sujet des oracles fortifie les preuves du christianisme. Malgré les précautions minutieuses dont il s’était entouré, Fontenelle faisait œuvre de polémique religieuse. En 1707, le jésuite Baltus y distingue « le détestable venin, le funeste poison de l’impiété » et suggère dans une Réponse à l’Histoire des Oracles que l’ouvrage n’était peut-être pas fort orthodoxe. Bien que P. Baltus l’y ait invité, Fontenelle ne répondit pas : « Je n’ai point du tout l’humeur polémique et toutes les querelles me déplaisent. J’aime mieux que le diable ait été prophète, puisque le Père jésuite le veut et qu’il croit cela plus orthodoxe. ». Ce n’est pas l’envie qui lui en aurait manqué, mais ses amis les RR. PP. Lallemant et Doucin, également jésuites, firent dire à Fontenelle, par l’abbé de Tilladet, qu’on le mettrait à la Bastille s’il répondait. Le père Tournemine défendit encore plus efficacement le philosophe, en se portant garant de la pureté de ses intentions.
L’ouvrage ne devait cependant pas rester sans défenseurs. Le Clerc riposta au père Baltus dans le XIIIe volume de sa Bibliothèque choisie. De même, Dumarsais s’apprêtait à lancer une Réponse à la Critique de l’Histoire des Oracles lorsqu’il reçut l’ordre formel de ne pas la publier. Le père Le Tellier profita néanmoins de l’occasion pour accuser Fontenelle d’avoir incité Dumarsais à répondre et pour l'accuser d’athéisme auprès de Louis XIV. Fontenelle aurait, sans l’intervention du lieutenant général de police d’Argenson, couru les plus grands risques.

## L’histoire de la dent d’or
« Il serait difficile de rendre raison des histoires et des oracles que nous avons rapportés, sans avoir recours aux démons, mais aussi tout cela est-il bien vrai ? Assurons-nous bien du fait, avant de nous inquiéter de la cause. Il est vrai que cette méthode est bien lente pour la plupart des gens, qui courent naturellement à la cause, et passent par-dessus la vérité du fait ; mais enfin nous éviterons le ridicule d’avoir trouvé la cause de ce qui n’est point. »

« Ce malheur arriva si plaisamment sur la fin du siècle passé à quelques savants d’Allemagne, que je ne puis m’empêcher d’en parler ici. »

« En 1593, le bruit courut que les dents étant tombées à un enfant de Silésie, âgé de sept ans, il lui en était venu une d’or, à la place d’une de ses grosses dents. Horstius, professeur en médecine dans l’université de Helmstad, écrivit en 1595 l’histoire de cette dent, et prétendit qu’elle était en partie naturelle, en partie miraculeuse, et qu’elle avait été envoyée de Dieu à cet enfant pour consoler les chrétiens affligés par les Turcs. Figurez-vous quelle consolation, et quel rapport de cette dent aux chrétiens ni aux Turcs. En la même année, afin que cette dent d’or ne manquât pas d’historiens, Rullandus en écrit encore l’histoire. Deux ans après, Ingolstetetus, autre savant, écrit contre le sentiment que Rullandus avait de la dent d’or, et Rullandus fait aussitôt une belle et docte réplique. Un autre grand homme nommé Libavius ramasse tout ce qui avait été dit de la dent, et y ajoute son sentiment particulier. Il ne manquait autre chose à tant de beaux ouvrages, sinon qu’il fût vrai que la dent était d’or. Quand un orfèvre l’eut examinée, il se trouva que c’était une feuille d’or appliquée avec beaucoup d’adresse ; mais on commença par faire des livres, et puis on consulta l’orfèvre. »

« Rien n’est plus normal que d’en faire autant sur toutes sortes de matières. Je ne suis pas si convaincu de notre ignorance par les choses qui sont, et dont la raison nous est inconnue, que par celles qui ne sont point, et dont nous trouvons la raison. Cela veut dire que non seulement nous n’avons pas les principes qui mènent au vrai, mais que nous en avons d’autres qui s’accommodent très bien avec le faux. »

— Fontenelle, Histoire des oracles, IV.

### Structure de l’extrait
L’apologue se compose de trois parties :
- une introduction qui pose la thèse de l’auteur
- un exemple concret qui sert de preuve
- une conclusion qui développe l’exemple pour généraliser

Cette structure est similaire à celle des fables de La Fontaine, c’est un apologue, c’est-à-dire un texte qui regroupe à la fois un récit et une morale.

### L’introduction
- impératif (conseils, injonctions) ➢ établir une relation avec le lecteur
- l’auteur donne le conseil parce que les gens ne l’appliquent pas (« il est vrai que... ») ➢ motivation du récit
- tout ceci dans le but d’éviter le ridicule (l’exemple sera comique et ironique « plaisamment ») ➢ incitation à la lecture

### Le récit
Choix du cadre spatio-temporel :
- Fin XVIe siècle
  - ni trop proche (recul du public, éviter une attaque directe des lecteurs)
  - ni trop éloigné (pour que les lecteurs se sentent concernés)
- Allemagne (idem)

C’est un récit chronologique, s’écoulant sur 7 ans
- « 1593 », « en 1595 », « la même année », « 2 ans après », « quand... »
- donnent une impression de véracité

L’histoire part d’un « bruit », elle n’a donc pas de fondement.

### Les personnages
Il y a de nombreux personnages : Horstius, Rullandus, Ingolsteterus, Libavius et l’orfèvre. 
Noter l’opposition de tous ces noms compliqués de savants à la « simple » fonction d’orfèvre.

#### Les savants
Leurs noms en « us », latins, nous rappellent qu’ils sont savants (professeur en médecine, historien, autre savant, autre grand homme). Ce sont des gens importants.
Cependant, nous pouvons peut-être déjà déceler un début d’ironie dans la présentation de ces noms pompeux.
- Horstius : écrit l’histoire de cette dent, miraculeuse et envoyée par Dieu (➢ absurde) (phrases exclamatives, soulignant l’aberration et prenant le lecteur à témoin)
- Rullandus : idem
- Ingolsteterus : écrit une thèse contradictoire, entraînant une réplique (➢ les savants oublient le sujet, ne sont intéressés que par le fait d’avoir raison)
- Libavius : copie les autres

Ils veulent se montrer intelligents, prouver qu’ils ont raison, contredire ou compiler.
Aucun n’a trouvé la vraie cause. On en arrive donc bien à de l’ironie (cf : « beaux ouvrages »). Cette ironie a pour but d’amener le lecteur à réfléchir (ici : vérifier les faits vérifiables) avant d’agir et ainsi de ne pas tomber dans les facilités des superstitions.
On retrouve donc le thème central de L’histoire des Oracles qui est la dénonciation des superstitions.

## Source bibliographique
- Fontenelle, Histoire des oracles, Paris, Chez G. de Luynes, 1686 (présentation en ligne).
- Histoire des oracles, Éd. Louis Maigron, Paris, Hachette, 1908, p. a-i